# Моби
Ри́чард Ме́лвилл Холл (англ. Richard Melville Hall; более известный под псевдонимом Мо́би (Moby); род. 11 сентября 1965, Гарлем, Нью-Йорк) — американский музыкант, певец, композитор и мультиинструменталист, работающий в различных жанрах — от электроники до поп-музыки, рока и панка. Является сольным артистом, большую часть студийных записей делает сам, а на концертах музыканта сопровождает его рок-группа.
Моби играет на клавишных, гитаре, бас-гитаре и ударной установке. В ранние годы играл в хардкор-панк-группе The Vatican Commandos, но в 1989 году сменил панк на электронную музыку. Первый альбом — в стиле техно — выпустил в 1992 году (Moby).
Среди его известных песен: «Extreme Ways» (получила широкую популярность после использования в фильме «Идентификация Борна»), «Go», «Porcelain», «Why Does My Heart Feel So Bad?», «Natural Blues», «Lift Me Up». Также выпускал альбомы под псевдонимами Voodoo Child, Schaumgummi, Barracuda, UHF, The Brotherhood, DJ Cake, Lopez и Brainstorm/Mindstorm. В общей сложности по всему миру продано около 20 миллионов экземпляров его альбомов, синглов и сборников.

## Жизнь и карьера

### Юность
Родился в Нью-Йорке, но вырос в Дэриене (Коннектикут). Когда ему было два года, его отец погиб в автокатастрофе, и в дальнейшем мальчик воспитывался матерью, довольно прогрессивной женщиной, поощрявшей творческие наклонности сына. В девять лет он начал брать уроки игры на фортепиано и гитаре. Прозвище «Моби» Ричард получил потому, что дальним родственником ему приходился Герман Мелвилл, автор «Моби Дика». Подростком он играл на гитаре в различных командах, начиная с панк-группы The Vatican Commandos и заканчивая анархическим коллективом Flipper и с достаточно известной в своё время командой Ultra Vivid Scene.

### Карьера

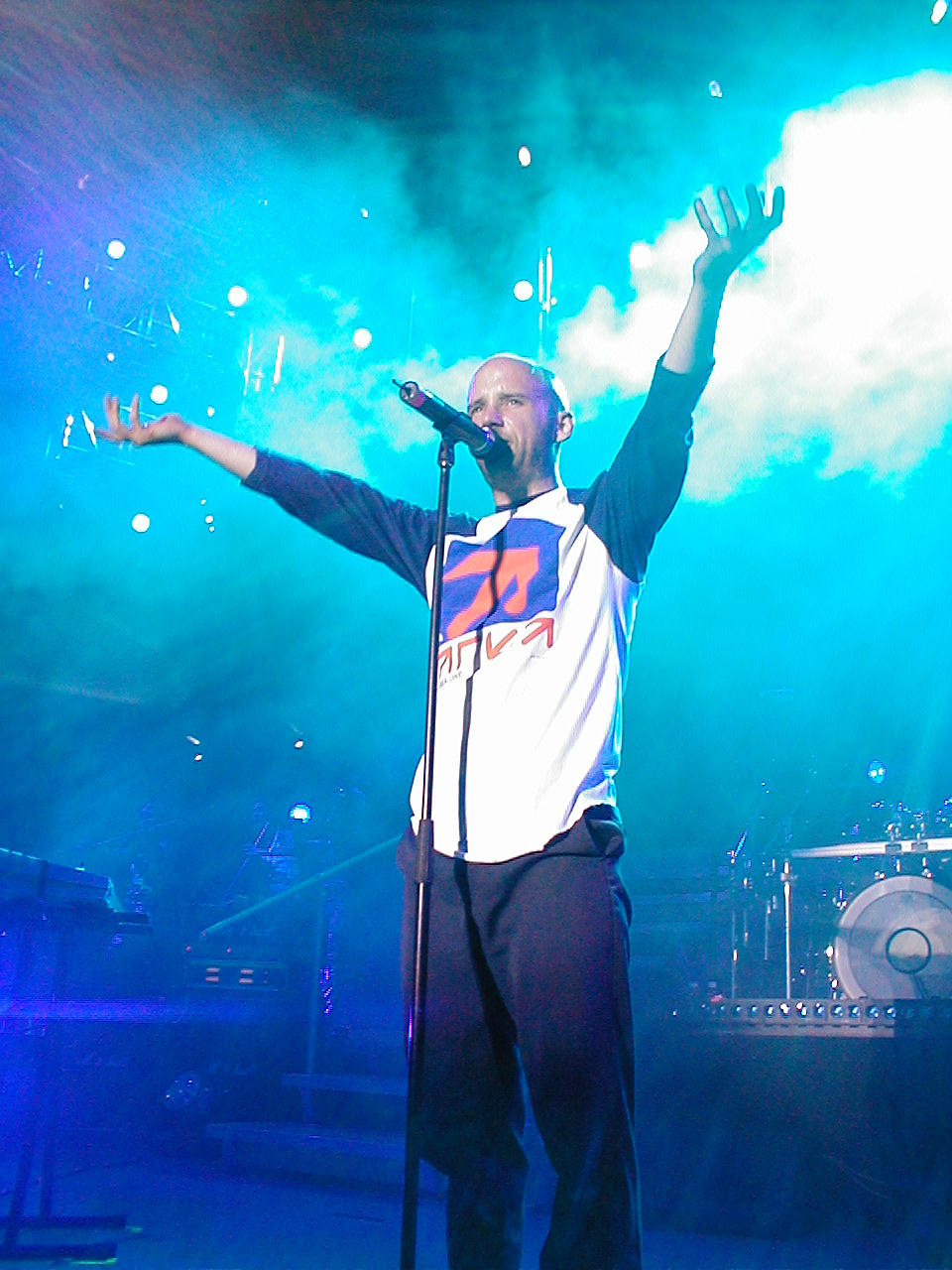
Моби в 2001 году

В конце 1980-х годов Ри́чард Ме́лвилл Холл уехал в Нью-Йорк — один из центров зарождающейся хаус-культуры — и начал осваивать диджейское ремесло в местных клубах, а также создавать свой собственный электронный материал. В 1990-91 годы им было выпущено несколько дебютных синглов на независимом лейбле Instinct Records.
В 1991 году сингл «Go» с семплами из известного телевизионного сериала «Твин Пикс» попал в британский топ-10. После первого громкого успеха Моби занимался ремикшированием работ ряда известных и неизвестных команд и музыкантов, в числе которых Майкл Джексон, Pet Shop Boys, Брайан Ино, Depeche Mode, Erasure, The B-52s и Orbital.
Первый его полноформатный альбом появился в 1992 году. В следующем году он издал сингл «I Feel It / Thousand», который попал в книгу рекордов Гиннесса как самый быстрый трек в истории музыки, и заключил контракт с Mute Records, где вышел его очередной релиз Ambient, в котором были собраны материалы за 1988—1991 годы. На диске Everything Is Wrong (1995) Моби заявил о себе как о действительно оригинальном мастере, создавшим неповторимый гибрид из различных стилей и направлений музыки, от брейкбита до псевдоиндустриального трэша, эмбиент-транса и дэнс-попа. Этому альбому популярный музыкальный журнал Spin присудил звание «Альбом года».
Следующий альбом Animal Rights (1996) представлял собой триптих, составленный из индустриального панка, speedcore и душераздирающих инструментальных композиций. Представив нечто среднее между Nine Inch Nails и Smashing Pumpkins, можно понять, что такое Animal Rights с его псевдоиндустриальными гитарами, эмбиентными текстурами, упрятанными далеко на заднем плане, и тонким, специфическим вокалом самого музыканта. Сам автор гордится проделанной работой, однако альбом продается очень плохо. На фоне этого у Моби развивается депрессия. Вдобавок ко всему этому от рака лёгких умирает его мать. В 1997 году под псевдонимом Voodoo Child он выпустил альбом The End Of Everything, а также I Like To Score, в котором собирает написанные им ремиксы собственных песен, использованных в качестве саундтреков к кинофильмам. К счастью, этот альбом продается лучше, чем Animal Rights, что придает силы музыканту для создания следующего альбома.
Следующий альбом Моби Play (май 1999) принёс огромный успех. По своей сути это достаточно медленная работа, сочетающая в себе downtempo бит и прекрасно отработанную мелодику. Первых два трека альбома «Honey» и «Find My Baby» сделаны весьма хитроумно и не без издевки. Здесь Moby соединил короткие госпел и блюзовые вокальные семплы с брэйкбитовым техно, что позволяет сравнивать эти композиции с творчеством Fatboy Slim и The Chemical Brothers конца 1990-х гг. «Bodyrock» — ещё один брейкбитовый гимн, однако уже сдобренный старым добрым олд-скул-рэпом вместо блюза. Тонкая линия пианино и рваные скрипичные семплы в «Porcelain» звучат достаточно многозначительно, а «South Side» — поп-композиция альбома — интегрирует вокал, который не может нормально восприниматься без трансцендентного хоруса, полностью его трансформирующего.
Альбом Play разошёлся тиражом более 12 миллионов экземпляров. В 26 странах он стал «платиновым», три года подряд номинировался на «Grammy», получил несколько наград на MTV и VH1.
В 2002 состоялся релиз шестого альбома Моби 18, в записи которого участвовал не только сам Моби, но и Шинейд О’Коннор, Angie Stone, MC Lite, Azure Ray. Этот альбом был продан тиражом более 5 миллионов экземпляров.

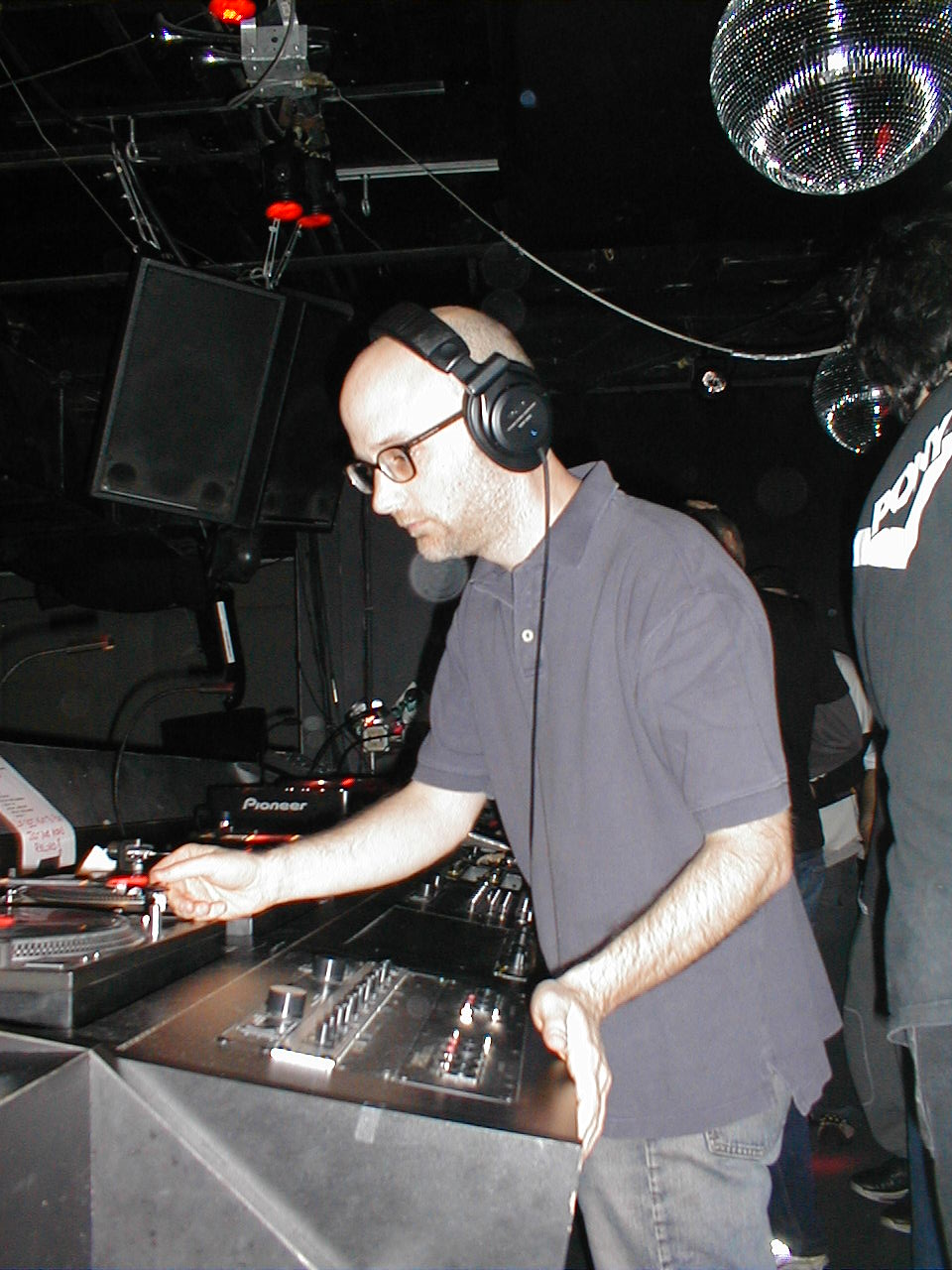
Моби в 2004 году

В 2005 году Моби выпускает новый альбом Hotel, в котором он сочетает эмбиент и поп-рок. Основным полюбившимся широкой публике треком с этого альбома стал «Lift me up», который Моби включил на диск в самый последний момент, из-за своего сна, где он увидел исполнение этой песни вживую. Все голоса и инструменты были выполнены вживую в студии самим Моби и вокалисткой Лорой Дон.
В 2007 году Моби основал рок-группу The Little Death NYC со своими друзьями Лорой Дон, Дароном Мёрфи и Аароном Бруксом.
Следующей его работой становится альбом Last Night (2008). На этом диске сочетаются танцевальные ритмы дискотек 80-х, техно, а также хип-хоп песня «Alice». В этом же 2008-м году музыкант запускает свой проект MobyGratis, суть которого заключается в том, что любой независимый кинематографист может воспользоваться треками Моби для саундтрека к своему фильму.
Выпуск нового студийного альбома Wait for Me состоялся в июне 2009 года; уже в апреле на сайте Моби был доступен для скачивания клип к треку «Shot in the Back of the Head», снятый Дэвидом Линчем, после этого Моби выпускает сингл «Pale Horses», а затем время от времени добавляет на свой сайт короткие анимационные видео (блипы) к каждой из своих песен. Этим летом Моби отправляется в очередное турне по Европе и Северной Америке.
В декабре 2010 года выходит восьмой альбом Милен Фармер Bleu noir, к шести песням из которого Моби написал музыку, в том числе и к самой «Bleu noir», музыку которой Моби использовал и в своём альбоме Destroyed (песня «The Day»). Также Моби написал слова к английской версии песни «Inseparables».
13 мая 2011 года вышел альбом Destroyed. Вместе с ним также был выпущен фотоальбом с одноимённым названием, содержащий фотографии, сделанные самим Моби. 31 октября вышел Destroyed (Deluxe Edition).
21 марта 2013 года на официальном сайте Моби сообщил о выпуске совместной песни и видео с Марком Ленаганом. Песня называется «The Lonely Night», и она будет выпущена на собственном лейбле Моби Little Idiot 20 апреля на виниле ограниченным тиражом. На обратной стороне будет ремикс от Photek.
1 октября 2013 года вышел альбом Innocents, который содержит песни, записанные совместно с другими музыкантами. Делюкс-издание альбома также содержит мини-альбом Everyone is Gone, состоящий из 6 композиций. Ранее, 1 июня был выпущен «A Case for Shame» — первый сингл с альбома, записанного совместно с Cold Specks, а 10 сентября состоялся релиз второго сингла «The Perfect Life», записанного совместно с Wayne Coyne.
Моби анонсировал свой пятнадцатый студийный альбом Everything Was Beautiful, and Nothing Hurt в декабре 2017 года. Объявление совпало с выходом первого сингла «Like a Motherless Child». Альбом исследует темы духовности, индивидуальности и человечности. Он был выпущен 2 марта 2018 года. Второй сингл ― «Mere Anarchy». «This Wild Darkness» стал третьим синглом, выпущенным в феврале 2018 года.

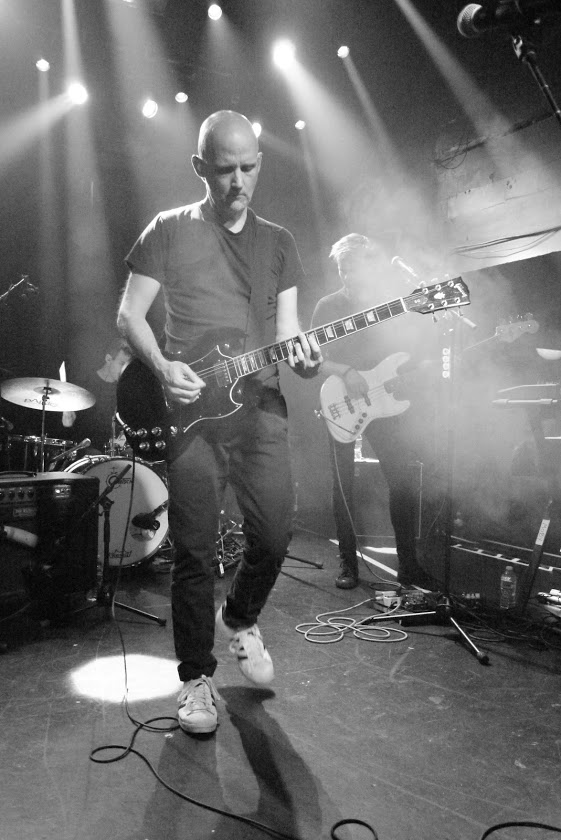
Моби в 2018 году

В 2018 году Моби был приглашенным исполнителем на концерте A$AP Forever американского рэпера ASAP Rocky, который использовал семплы песни «Porcelain». Это привело к тому, что Моби во второй раз появился в американском чарте синглов Billboard Hot 100. Моби внес несколько песен в саундтрек комедии «Полумагия» режиссёра Хизер Грэм.
В марте 2019 года Моби выпустил продолжение своего первого альбома Long Ambients 2.
В январе 2020 года он объявил, что его новый студийный альбом All Visible Objects выйдет 15 мая. Первый сингл, «Power is Taken» был выпущен в тот же день. Вся прибыль от альбома была направлена на благотворительность.
В декабре 2020 года Моби выпустил ещё один эмбиентный альбом Live Ambients — Improvised Recordings Vol. 1. В нём есть треки, записанные при трёх условиях, которые он сам себе поставил: чистая импровизация, отсутствие редакции, процесс записи должен быть спокойным. Альбом был выпущен на цифровых потоковых платформах, за которым последовали видео Моби, исполняющего каждый трек 30 декабря на своем канале YouTube.
Документальный фильм о жизни и карьере Моби выпущен в цифровом формате и в отечественных[каких?] кинотеатрах в мае 2021 года под названием Moby Doc. Последний альбом Моби, Reprise, также был выпущен в том же месяце на лейбле Deutsche Grammophon. В нём представлены оркестровые версии его величайших хитов с несколькими приглашенными музыкантами.

## Личная жизнь и убеждения
Моби по вероисповеданию является внеконфессиональным христианином. Также в середине 1980-х годов он стал веганом. Сотрудничал с организацией PETA («Люди за этичное обращение с животными») и MoveOn. В 2003 году принял участие в создании документального фильма о проблемах жестокого обращения с животными «Земляне», для которого он записал саундтрек.
В преддверии президентских выборов 2012 года в США высказывал поддержку Демократической партии, которую представлял Барак Обама. В своём блоге Моби тогда написал: «Демократы, конечно, не идеальны, но в миллион раз лучше любой республиканской альтернативы».
Является сторонником целого ряда благотворительных организаций и движений — среди прочих, сотрудничал с MoveOn и The Humane Society, организовал соревнование MoveOn Voter Fund’s «Bush In 30 Seconds» (избирательный участок «Буш за 30 секунд») вместе с певицей и культурным директором MoveOn Лаурой Дон и исполнительным директором MoveOn Илаем Парисером (англ. Eli Pariser).
Никогда не был женат и не имеет детей.
Моби живёт в Лос-Анджелесе, раньше жил в Нью-Йорке, в округе Манхэттен. Ему принадлежал небольшой ресторан и кафе под названием TeaNY.

## Дискография

### Студийные альбомы
- 1992 — Moby, переиздан с изменениями под названием The Story So Far в 1993
- 1993 — Ambient
- 1995 — Everything Is Wrong
- 1996 — Animal Rights
- 1999 — Play
- 2002 — 18
- 2005 — Hotel
- 2008 — Last Night
- 2009 — Wait for Me
- 2011 — Destroyed
- 2013 — Innocents
- 2016 — Long Ambients 1: Calm. Sleep.[англ.]
- 2016 — These Systems Are Failing[англ.]
- 2017 — More Fast Songs About the Apocalypse[англ.]
- 2018 — Everything Was Beautiful, and Nothing Hurt[англ.]
- 2019 — Long Ambients 2
- 2020 — All Visible Objects
- 2020 — Live Ambients – Improvised Recordings Vol. 1
- 2021 — Reprise
- 2023 — Ambient 23[22]
- 2023 — Resound NYC
- 2024 — Always Centered At Night

## Эссе и интервью
Многие альбомы Моби включают эссе, написанные музыкантом (в виде вкладышей в коробку с альбомом).
Everything Is Wrong содержал эссе о сверхпотреблении («Мы используем ядовитый хлорный отбеливатель, чтобы наше белье оставалось белым») и американских религиозных лидерах («Почему правые христиане не идут и не распространяют милосердие, сострадание и самоотверженность?»), а альбом The End of Everything содержал эссе, в котором обсуждалась жизнь вегана («Вы можете посмотреть животному в глаза и сказать ему: „Мой аппетит важнее твоего страдания“?»)
После выхода некоторых альбомов Моби давал своеобразное интервью, которое распространялось ограниченным тиражом в виде аудиозаписи на CD-диске. Эти интервью выполнены по принципу «вопрос — ответ», причём в записи слышен только голос Моби, голос интервьюера не слышен. Интервью разбиты на треки, разделённые примерно 1 секундой тишины. Список вопросов прилагался к диску в виде вкладыша.

## Фильмография
- 1996 «Квартирка Джо» — камео
- 2003 «Moby Presents: Alien Sex Party» — Dildo Head
- 2006 «Питтсбург» — играет самого себя
- 2006 «Пять лиц Дэвида ЛаШапелля» — камео (в титрах не указан)
- 2009 «Студия 30» — камео
- 2009 «Глоток» — Биф
- 2011 «FCU: Fact Checkers Unit» — камео
- 2012 «Все на 99 %» — камео
- 2012 «Проект Минди» — камео
- 2013 «В лесах» — имя персонажа неизвестно
- 2013 «Betas» — камео
- 2014 «С тех пор» — имя персонажа неизвестно
- 2015 «Блант говорит» — играет самого себя
- 2016 «Посторонний» — Винсент
- 2017 «Твин Пикс» — играет музыканта на сцене в десятой серии третьего сезона

## Саундтреки
Фильмы и сериалы
- 1990 — Твин Пикс — Go
- 1992 — Параллельный мир — «Ah-Ah», «Next Is The E»
- 1995 — Наёмные убийцы — «Bring Back My Happiness»
- 1995 — Хакеры — «Go», «Why Can’t It Stop»
- 1995 — Схватка — «New Dawn Fades», «God Moving Over The Face Of The Waters»
- 1996 — Kрик — «First Cool Hive»
- 1996 — Квартирка Джо — «The Tallest Building In The World», «Loi Sai Da», «Love Theme»
- 1997 — Салон Вероники — «Bodyrock»
- 1997 — Шакал — «Shining»
- 1997 — Контрольный выстрел — «Novio», «I Like to Score», «Nash»
- 1997 — Святой — «Oil 1»
- 1997 — Спаун — «Tiny Rubberband With Butthole Surfers»
- 1997 — Завтра не умрёт никогда — «James Bond Theme (Moby’s Re-Version)»
- 1997 — Баффи — истребительница вампиров — «Bodyrock»
- 1998 — Вечная полночь — «Honey»
- 1998 — БЕЙСкетбол — «Micronesia»
- 1998 — Без чувств — «Graciosa»
- 1998 — Габриела — «Morning Drove»
- 1998 — Превратности любви — «Porcelain»
- 1998 — Обнажённые тела — «Bodyrock»
- 1999 — Лучшие — «Inside»
- 1999 — Связи: Однажды была китаянка в коме — «Porcelain»
- 1999 — Каждое воскресенье — «Everloving», «Find My Baby», «My Weakness», «Graciosa»
- 1999 — Однажды в сентябре — «Over The Face Of The Water»
- 1999 — Экстази — «Go»
- 1999 — Секретные материалы (сезон 7) — «The Sky Is Broken», «My Weakness»
- 2000 — Убийства в Черри-Фолс — «Porcelain»
- 2000 — Лучший друг — «Why Does My Heart Feel So Bad?»
- 2000 — Зачарованные (сезон 2) — «Find My Baby»
- 2000 — Пляж — «Porcelain»
- 2000 — Язык святого — «Everloving»
- 2000 — Безумный Сессил Б. — «Opening Credit Theme»
- 2000 — Угнать за 60 секунд — «Flower»
- 2000 — Нас пятеро — «Porcelain»
- 2000 — Бей в кость — «bedHEad», «Machete»
- 2000 — Любой ценой — «Bodyrock»
- 2000 — Реквием по мечте — «Everloving»
- 2000 — Убрать Картера — «Memory Gospel»
- 2000 — Если бы эти стены могли говорить — «Everloving»
- 2000 — Час теней — «Natural Blues», «Why Does My Heart Feel So Bad?»
- 2001 — Американские герои — «Find My Baby»
- 2001 — Али — «Memory Gospel»
- 2001 — Миллениум Мамбо — «Why Does My Heart Feel So Bad?»
- 2001 — Танцы в «Голубой игуане» — «Porcelain»
- 2001 — Помни — «First Cool Hive»
- 2001 — Гонщик — «Rain Falls», «First Cool Hive»
- 2001 — Он умер с фалафелем в руке — «Everloving», «Run On»
- 2001 — Чёрный ястреб — «Why Does My Heart Feel So Bad?»
- 2001 — В тылу врага — «My Weakness»
- 2001 — Гарри на борту? — «Porcelain»
- 2001 — Пошёл ты, Фредди — «Natural Blues»
- 2001 — 15 минут славы — «Porcelain (Rob Dougan Remix)»
- 2001 — Неудачники — «Down Slow»
- 2001 — Холодные ноги — «Why Does My Heart Feel So Bad?»
- 2001 — Сквозные ранения — «Come On Baby (Crystal Method remix)»
- 2001 — Недетское кино — «Whip It»
- 2001 — Ванильное небо — «Alone»
- 2001 — Лара Крофт: Расхитительница гробниц — «Aint Never Learned»
- 2002 — Особое мнение — «Great Lake»
- 2002 — Тайны Смолвиля (сезон 1) — «Signs Of Love»
- 2002 — 40 дней и 40 ночей — «Memory Gospel»
- 2002 — Голубая волна — «Jam For The Ladies»
- 2002 — Блэйд 2 — «Aggressive (Mowo! Mix) With Mystikal»
- 2002 — Море Солтона — «My Weakness»
- 2002 — Точки над i — «The Great Escape»
- 2002 — Неверная — «Rushing»
- 2002 — Круглосуточные тусовщики — «Go»
- 2002 — Без следа — «One Of These Mornings»
- 2002 — Три икса — «Landing»
- 2002 — Мудрость бублика — «Porcelain», «Everloving»
- 2002 — Ева — «Porcelain»
- 2002 — Идентификация Борна — «Extreme Ways»
- 2002 — Щит — «Graciosa»
- 2003 — Клад — «Honey»
- 2003 — Мятежный Дух — «18»
- 2003 — Один прекрасный день — «In This World»
- 2003 — Детектив Раш — «Natural Blues»
- 2003 — Мы здесь больше не живём — «Everloving»
- 2003 — Фаворит — «Everloving»
- 2003 — База «Клейтон» — «Natural Blues»
- 2003 — Лара Крофт: Расхитительница гробниц. Колыбель жизни — «Jam For The Ladies»
- 2003 — Сорвиголова — «Evening Rain»
- 2004 — Превосходство Борна — «Extreme Ways»
- 2004 — Добро пожаловать в рай! — «Into The Blue»
- 2004 — Верхом на гигантах — «Inside»
- 2004 — Повелитель горной долины (сезон 6) — «Why Does My Heart Feel So Bad?»
- 2005 — Три икса 2: Новый уровень — «Make Love Fuck War»
- 2005 — Только раз в жизни — «Inside»
- 2005 — Тайны Смолвиля (сезон 5) — «Homeward Angel»
- 2005 — Поездка в небо — «Bodyrock»
- 2005 — Земляне — «18», «Dead Sun», «Old», «A Season In Hell», «Everloving», «Memory Gospel», «Alone», «Everything Is Wrong», «Now I Let It Go», «Guitar Flute & String», «ISS», «My Weakness», «Blue Paper»
- 2005 — Клан Сопрано (сезон 6) — «When Its Cold i’d Like To Die»
- 2006 — C.S.I.: Место преступления Нью-Йорк (сезон 3) — «I’m Not Worried At All»
- 2006 — Свидание вслепую — «Harbour»
- 2006 — Диккенек — «Everloving»
- 2006 — Сказки Юга — «Memory Gospel», «Tiny Elephants», «3 Steps», «Chord Sounds», «Look Back In», «Water Pistol», «It Looks Down», «Aerial», «Blue Paper», «Ceanograph», «Overland», «Hotel Intro», «Live Forever»
- 2006 — Преступление — «Raining Again»
- 2006 — Дьявол носит Prada — «Beautiful»
- 2006 — Полиция Майами. Отдел нравов — «Anthem», «One Of These Mornings»
- 2007 — Ультиматум Борна — «Extreme Ways (Bourne’s Ultimatum)»
- 2008 — Двадцать одно — «Slipping Away (Axwell Vocal Mix)»
- 2008 — Монстро — «Disco Lies»
- 2009 — Посредники — «Honey»
- 2010 — Три дня на побег — «Be the One», «Mistake», «Sweet Dreams», «Division»
- 2010 — План Б — «Disco Lies»
- 2011 — Generation П — «Dashed Ambitions», «Vicious Pen»
- 2011 — В поле зрения (сезоны 2 и 4) — «One Of These Mornings», «The Violent Bear It Away»
- 2012 — Эволюция Борна — «Extreme Ways (Bourne’s Legacy)»
- 2012 — Гуманитарные науки — «The Poison Tree»
- 2013 — Город порока — «Shot In The Back Of The Head»
- 2013 — Транс — «The Day»
- 2013 — Опасная иллюзия — «Darko Longer», «Digital», «Shot In The Back Of The Head»
- 2013 — Катастрофическая коллекция — «Jltf»
- 2013 — Третья персона — «The Only Thing»
- 2014 — Типа копы — «The Perfect Life»
- 2014 — Великий уравнитель — «New Dawn Fades»
- 2015 — С тех пор — «Rio», «The Quickness», «Break 2012», «Punchy», «Viktor Plane»
- 2015 — Блант говорит — «Blunt Talk Theme»
- 2016 — Очень странные дела — «When It’s Cold I’d Like to Die»
- 2016 — Это всего лишь конец света — «Natural Blues»
- 2016 — Джейсон Борн — «Extreme Ways (Jason Bourne)»
- 2021 — Вне себя — «Honey»
- 2023 — Гран Туризмо — «God Moving Over The Face Of The Waters»

Рекламные ролики
- 2000 — кофе Douwe Egberts — «Natural Blues»
- 2000 — шоколад Galaxy Chocolate — «The Sky Is Broken»
- 2000 — кофе Maxwell House — «Honey»
- 2000 — автомобиль Toyota Yaris — «Run On»
- 2002 — процессор Intel Pentium 4 — «We Are All Made Of Stars»
- 2003 — вода Bonaqua — «Why Does My Heart Feel So Bad?»
- 2004 — автомобиль Renault Megane II — «In This World»
- 2005 — мобильный телефон Nokia N90 — «In My Heart»
- 2009 — духи Hugo Boss — «Extreme Ways»
- 2009 — автомобиль Jaguar XJ — «Signs Of Love»
- 2011 — компания Полиарк — «Porcelain»
- 2012 — автомобиль BMW 6 Gran Coupe — «New Dawn Fades»
- 2012 — духи Hugo Boss Nuit — «Lie Down In Darkness»
- 2013 — автомобиль Hyundai i40 — «Extreme Ways (Bourne’s Legacy)»
- 2014 — наушники Sony MDR 1A — «Why Does My Heart Feel So Bad?»
- 2015 — тариф МТС Music — «Honey»
- 2021 — кредитная карта Сбербанка — «Natural Blues»

Видеоигры
- 2000 — FIFA 2001 — «Bodyrock»
- 2000 — Gran Turismo 2 — «Bodyrock (B&H's Bodyrob Mix)»
- 2007 — BioShock — «Beyond The Sea», «God Bless The Child», «Wild Little Sisters»
- 2018 — Asphalt 9: Legends — «Hey! Hey!»